# Années 1720
Les années 1720 couvrent la période de 1720 à 1729.

## Événements
- 1718-1730 : Ère des tulipes, période d'ouverture de l'Empire ottoman à la civilisation occidentale sous le règne du sultan Ahmed II et le grand vizirat de Ibrahim Pacha, marquée par la modernisation de l'armée ottomane et l'introduction de l'imprimerie[1].
- Vers 1720 :
  - Togo : dispersion des Ewé face à la tyrannie du roi de Notsé Agokoli[2].
  - création de Sana dottrina, courant catholique réformateur modéré italien[3].
- 1720 :
  - fin de la Guerre de la Quadruple-Alliance[4].
  - South Sea Bubble krach financier en Grande-Bretagne[5]. Effondrement du Système de Law en France[6].
  - révolte de Vila Rica au Brésil[7].
- 1720-1721 : épidémie de peste à Marseille et à Arles[8].
- 1721 :
  - fin de la Grande guerre du Nord[9].
  - expérimentation de la pratique de l’inoculation en Grande-Bretagne[10].
- 1721-1727 : reprise de l’activité de l’Inquisition en Espagne. 64 autodafés sont organisés entre 1721 et 1727. Plus de 824 judaïsants sont arrêtés ; 75 sont brûles vifs, 74 brûlés en effigie[11]. L’Inquisition interdit de profession de célèbres médecins descendants de conversos, les accusant de crypto-judaïsme : Ruy Lopez de Villalobos, Huarte de San Juan, Andrès Laguna et Mateo Zapata sont chassés de Madrid vers 1720-1730. Ils partent à Bordeaux, à Amsterdam, en Turquie…[12],[13].
- 1721-1761 : cent trente-neuf personnes sont brûlées vives par l'Inquisition au Portugal[14].
- 1721-1729 : le Danemark prend le contrôle du Groenland[15].
- 1721-1724 : décrets d'expulsion de tous les missionnaires chrétiens de Chine[16].
- 1722-1723 : guerre russo-persane[17].
- 1722-1730 : indépendance des mélikats du Karabagh à la suite de l’insurrection des principautés arméniennes du Karabagh conduite par David Bek et le sparapet Mékhitar avec l’appui du roi Vakhtang VI de Karthli à la faveur de l'intervention russe contre les Séfévides ; les Ottomans réagissent (1724) et les méliks sont finalement battus[18]. Le Karabagh est occupé. Il retrouve son autonomie sous le nom de Khamsa (« les cinq ») quand les Perses de Nadir Chah reprennent les provinces du Caucase[19] (1736).
- 1722–1725 : guerre anglo-wabanaki en Nouvelle-Angleterre[20].
- 1723-1727 : la Porte s’empare de la Géorgie, du Kurdistan, du Loristan et de l’Azerbaïdjan au détriment de la Perse[21].
- 1723 : fin de la Régence et début du règne personnel de Louis XV en France (1723-1774)[22].
- 1724 :
  - tumulte de Thorn ; renforcement du catholicisme en Pologne[23].
  - échelle de mesure de la température Fahrenheit[24].
- 1724-1725 : les royaumes du Deccan (État de Hyderabad) et d'Oudh se déclarent indépendants des Moghols en Inde[25].
- 1725 : rapprochement de l'Espagne avec l'Empire au traité de Vienne[26].
- 1725-1726 : découverte du phénomène d’aberration de la lumière par l'astronome James Bradley qui publie ses travaux en 1728[27].
- 1727-1757 : période d'anarchie alaouite au Maroc[28].
- 1727-1729 : guerre anglo-espagnole conclue par le traité de Séville qui confirme la domination britannique sur le rocher de Gibraltar[29].
- 1729 : 
  - bataille de Damghan[30].
  - découverte de la Conductivité électrique par Stephen Gray[31].

## Personnages significatifs
- Asaf Jah Ier
- Guillaume Dubois
- Muhammad Shâh
- Alexandre Danilovitch Menchikov
- Nâdir Châh
- Philippe d’Orléans
- Pierre Ier de Russie
- Robert Walpole
- Jonathan Wild